# Dylan Riley Snyder
Dylan Riley Jacob Snyder, född 24 januari 1997 i Tuscaloosa, Alabama, är en amerikansk skådespelare. Sedan han började sin skådespelarkarriär som femåring så har Snyder blivit mest känd för att ha spelat unga Tarzan i Broadwaymusikalen Tarzan, Timmy i filmen Life During Wartime och Milton i Disney XD-serien Kickin' It.
Snyder är sedan den 19 september 2019 gift med skådespelerskan Allisyn Ashley Arm, mest känd från Sonnys chans och So Random!. Paret blev tillsammans i december 2014 och förlovade sig sedan den 1 januari 2019.